# Biserica „Nașterea Maicii Domnului” din Crăsnășeni
Biserica „Nașterea Maicii Domnului” este o biserică amplasată în Crăsnășeni, raionul Telenești, Republica Moldova. Este un monument arhitectural de importanță națională inclus în Registrul monumentelor Republicii Moldova ocrotite de stat cu nr. 1496 (raionul Telenești). Datează din 1893.